# Jean Sacha
Jean Sacha, nato Sacha Prosper Vojen (Saint-Jean-Cap-Ferrat, 25 aprile 1912 – Parigi, 15 settembre 1988), è stato un montatore, regista e sceneggiatore francese.

## Biografia
Come montatore, lavorò con Max Ophüls, Léonide Moguy e Jacques de Baroncelli oltre a essere uno dei montatori dell'Otello di Orson Welles. Negli anni quaranta, dopo essere stato assistente di Willy Rozier e Pierre Chenal, esordì nella regia, firmando nel 1947 il suo primo film, Fantômas. Regista di genere, diresse tra gli altri attori come Eddie Constantine, Georges Marchal e Ivan Desny, spaziando dal film noir a quello di azione.

## Filmografia

### Montatore
- Le Roman de Werther, regia di Max Ophüls (1938)
- L'uomo del Niger (L'Homme du Niger), regia di Jacques de Baroncelli (1940)
- Tutto finisce all'alba (Sans lendemain), regia di Max Ophüls (1940)
- Nelle sabbie mobili (L'Empreinte du Dieu), regia di Léonide Moguy (1940)
- Il fuoco sacro (Feu sacré), regia di Maurice Cloche (1942)
- L'Auberge de l'abîme, regia di Willy Rozier (1943)
- Le Chant de l'exilé, regia di André Hugon (1943)
- Ne le criez pas sur les toits, regia di Jacques Daniel-Norman (1943)
- Lo scrigno dei sogni (La Boîte aux rêves), regia di Yves Allégret e Jean Choux (1945)
- Leçon de conduite, regia di Gilles Grangier (1946)
- Dietro quelle mura (Tapage nocturne), regia di Marc-Gilbert Sauvajon (1951)
- Otello (The Tragedy of Othello: The Moor of Venice), regia di Orson Welles (1952)

### Regista
- Fantômas (1947)
- Carrefour du crime (1948)
- Ricercato per omicidio (Cet homme est dangereux) (1954)
- Inferno d'acciaio (La canción del penal), co-regia di Juan Lladó (1954)
- La Soupe à la grimace (1954)
- O.S.S. 117 non è morto (O.S.S. 117 n'est pas mort) (1957)
- Les Aventures de Robinson Crusoë (mini serie tv) (1964)

### Aiuto regista
- L'Auberge de l'abîme, regia di Willy Rozier (1943)
- Illusioni, regia di Pierre Chenal (1946)